# Оксид-бромид плутония(III)
Оксид-бромид плутония(III) — неорганическое соединение,
оксосоль плутония и бромистоводородной кислоты
с формулой PuOBr,
тёмно-зелёные кристаллы,
не растворяется в воде.

## Получение
- Пропускание смеси водорода и бромоводорода через нагретый оксид плутония(IV):

{\displaystyle {\mathsf {2PuO_{2}+2HBr+H_{2}\ {\xrightarrow {770^{o}C}}\ 2PuOBr+2H_{2}O}}}
- Частичный гидролиз перегретыми парами воды бромида плутония(III):

{\displaystyle {\mathsf {PuBr_{3}+H_{2}O\ {\xrightarrow {700^{o}C}}\ PuOBr+2HBr}}}

## Физические свойства
Оксид-бромид плутония(III) образует тёмно-зелёные кристаллы
тетрагональной сингонии,

параметры ячейки a = 0,4014 нм, c = 0,7556 нм, Z = 2,
структура типа PbClF.
Не растворяется в воде.

## Химические свойства
- Реагирует с разбавленными кислотами:

{\displaystyle {\mathsf {PuOBr+2HBr\ {\xrightarrow {}}\ PuBr_{3}+H_{2}O}}}